# Carlshaushöhe

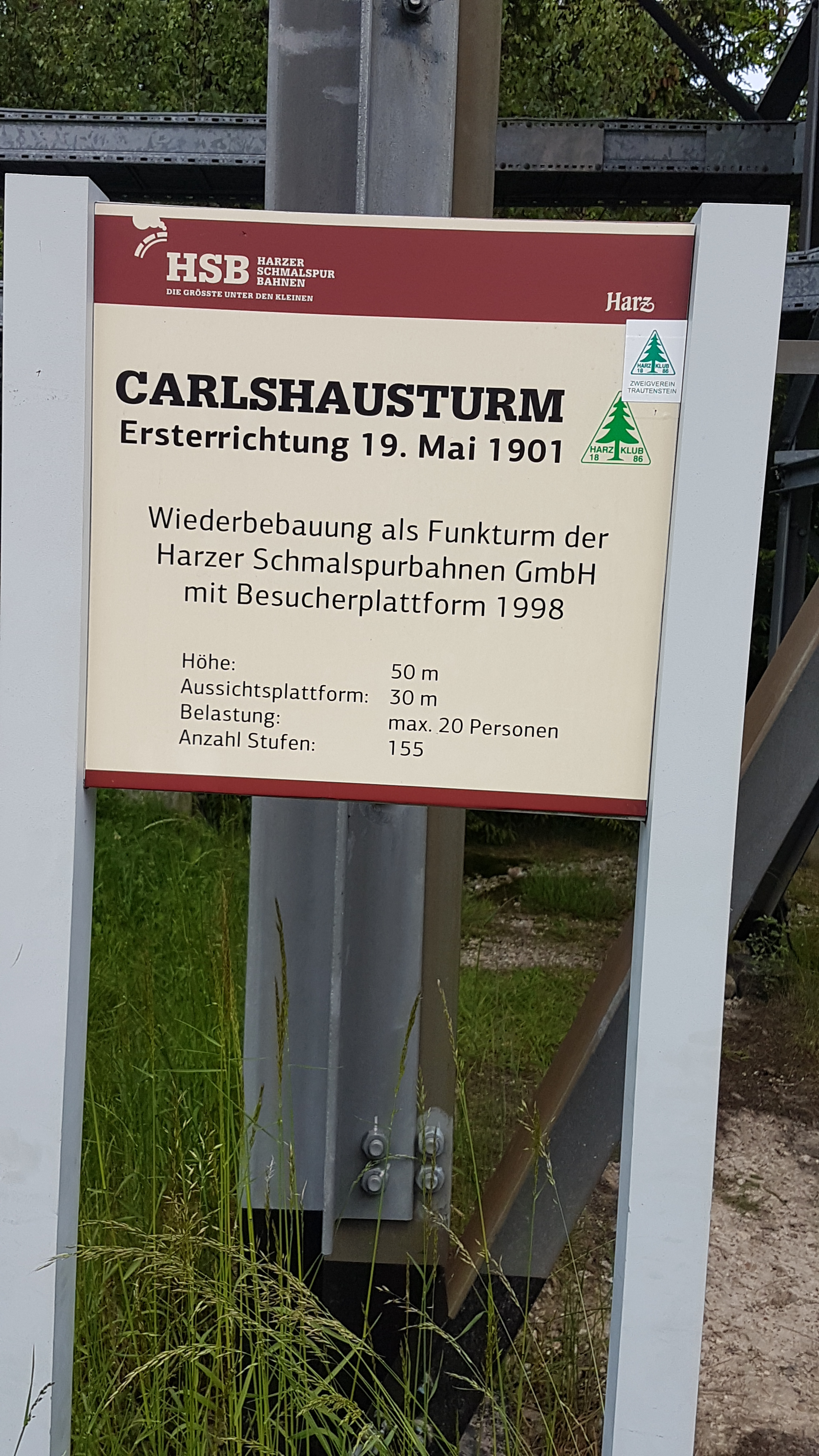
Infotafel Carlshausturm

Die Carlshaushöhe (auch Karlshaushöhe genannt) im Harz ist ein 626,3 m ü. NHN hoher Berg im Stadtgebiet von Oberharz am Brocken im Landkreis Harz, Sachsen-Anhalt (Deutschland).

## Geographische Lage
Die Carlshaushöhe liegt im Unterharz im Naturpark Harz/Sachsen-Anhalt. Sie erhebt sich südwestlich von Hasselfelde zwischen Trautenstein im Norden, Benneckenstein im Westen und dem in Thüringen gelegenen Sophienhof (Ortsteil von Harztor) im Süden.

## Carlshausturm
Nahe dem Berggipfel steht – etwa 250 m südwestlich des alten Forsthauses Carlshaus (auch Karlshaus genannt; ca. 599 m) – der Carlshausturm (auch Karlshausturm oder Carlsturm genannt). Er wurde in offener Stahlbauweise errichtet und am 27. Juli 1998 feierlich eingeweiht. Er ist 50 m hoch.
Der Carlshausturm dient als Funkturm der Harzer Schmalspurbahnen (HSB), von der zwei Trassenabschnitte wenige Kilometer südlich bzw. östlich am Turm vorbeiführen, sowie als Aussichtsturm.
Von der auf etwa 30 m Turmhöhe gelegenen Aussichtsplattform, die über 155 Stufen zu erreichen ist und sich über den Baumkronen befindet, kann man die Rundumsicht zum Beispiel über die Hochlagen des Harzes genießen. So blickt man unter anderem zum Brocken, in das Harzvorland und zum Kyffhäuser.

## Bismarckturm
Der Carlshausturm ersetzte den 1901 erbauten und 1981 von der Sowjetarmee abgerissenen Bismarckturm Hasselfelde-Trautenstein, der ebenfalls in offener Stahlbauweise ausgeführt wurde, 20 m hoch war und von einer runden Aussichtsplattform gekrönt wurde.

## Verkehrsanbindung und Wandern
Die Carlshaushöhe erhebt sich zwischen den Bundesstraßen 242 (im Norden), 81 (Osten) und 4 (Südwesten) sowie der Harzquerbahn im Süden und Westen. Der Berg kann über Wanderwege, die an diesen Straßen oder ihren Nebenstraßen errichteten Parkplätzen vorbei und zum Carlshausturm führen, aufgesucht werden. Der Turm ist als Nr. 51 in das System der Stempelstellen der Harzer Wandernadel einbezogen.
Im Winter gibt es bei ausreichend Schnee die Loipe Carlshaus Turm.